# Euphrasie Kandeke
Euphrasie Kandeke – burundyjska polityczka. Pierwsza kobieta na ministerialnym stanowisku w Burundi.

## Życiorys

### Młodość, edukacja i kariera zawodowa
Należała do grupy etnicznej Tutsi.

### Działalność polityczna
14 września 1984 (według niektórych źródeł w 1974 roku) została ministrem ds. kobiet w rządzie Jean-Baptiste Bagazy. Tego samego dnia Caritas Mategeko została mianowana ministrem ds. socjalnych. Stały się pierwszymi kobietami na stanowiskach ministerskim w Burundi. Funkcję tę pełniła do 1987 roku.
W 1980 roku w imieniu Burundi podpisała Konwencję w sprawie likwidacji wszelkich form dyskryminacji kobiet Organizacji Narodów Zjednoczonych.
Bez powodzenia kandydowała w wyborach parlamentarnych w Burundi w 1982 roku (pierwszych od 1965 roku), pomimo faktu, że partia polityczna UPRONA uzyskała 100% miejsc w parlamencie. Uzyskała jednak miejsce w parlamencie poprzez kooptację jako jedna z 13 członków wskazywanych przez prezydenta kraju zgodnie z konstytucją z 1981 roku. W tym czasie prezydentem kraju i szefem UPRONy był mąż jej siostry, Jean-Baptiste Bagaza.
W trakcie zamachu stanu w Burundi w 1987 roku została uwięziona wspólnie z innymi działaczami administracji Bagazy.
Pełniła funkcję ministerialną w 1992. Była członkinią biura politycznego Partii Narodowej. Pełniła stanowisko sekretarz generalnej Unii Kobiet Burundi.

### Życie prywatne
Prezydent Burundi Jean-Baptiste Bagaza był mężem jej siostry.